# Lithocarpus fordianus
Lithocarpus fordianus là một loài thực vật có hoa trong họ Cử. Loài này được (Hemsl.) Chun mô tả khoa học đầu tiên năm 1927.